# Terry, Montana
Terry är administrativ huvudort i Prairie County i Montana. Orten fick sitt namn efter militären Alfred Terry.